# إيلينا بيرتا
إيلينا بيرتا (بالإيطالية: Elena Berta)‏ هي متسابقة يخت إيطالية، ولدت في 15 يوليو 1992 في روما في إيطاليا.

## وصلات خارجية
- إيلينا بيرتا على موقع الاتحاد الدولي للملاحة الشراعية (موقع جديد) (الإنجليزية)
- إيلينا بيرتا على موقع الاتحاد الدولي للملاحة الشراعية (موقع قديم) (الإنجليزية)
- إيلينا بيرتا على موقع اللجنة الأولمبية الدولية (الإنجليزية)
- إيلينا بيرتا على موقع أوليمبيديا (الإنجليزية)